# Condado de Giles (Tennessee)
O Condado de Giles é um dos 95 condados do Estado americano do Tennessee. A sede do condado é Pulaski, e sua maior cidade é Pulaski. O condado possui uma área de 1 583 km² (dos quais 1 km² estão cobertos por água), uma população de 29 447 habitantes, e uma densidade populacional de 19 hab/km² (segundo o censo nacional de 2000). O condado foi fundado em 1809.